# Jemini
Jemini foi uma  banda-duo  britânica  que representou o Reino Unido no Festival Eurovisão da Canção 2003 com o tema "Cry Baby". Esta canção cometeu a proeza de ser a única canção britânica  a não conseguir qualquer ponto na história do Festival Eurovisão da Canção. Classificou-se em 26.º e último lugar e  0 pontos. Terry Wogan, o apresentador de televisão britânica, referiu que essa má classificação estava relacionada com a Guerra do Iraque pois  Tony Blair (primeiro ministro britânico de então)  tinha apoiado ferverosamente juntamente com George W Bush). 
Tornou-se famosa apenas por ter sido a primeira canção britânica  na história do Festival Eurovisão da Canção)  a conseguir os indesejados 0 pontos, o que voltou a acontecer em 2021 com a canção Embers de James Newman.
Apesar da péssima posição obtida, a canção conseguiu atingir o 15.º lugar do top britânico de vendas UK Singles Chart em 2003, mas esteve nesse top, apenas três semanas.
A banda era constituída por Chris Cromby e Gemma Abbey. A banda fora formada em 1995 em Liverpool e foi dissolvida em 2004.